# أليس فيشر
أليس فيشر هي متزلجة فنية سويسرية، ولدت في 20 يوليو 1932.

## وصلات خارجية
- أليس فيشر على موقع أوليمبيديا (الإنجليزية)